# 韩少芙
韩少芙（Han Sai Por，1943年7月19日—），是一位新加坡雕塑家。

## 生平
1943年出生于新加坡，1977年毕业于南洋艺术学院，后赴英国深造。1983年回新后，她陆续任教于南洋女中、南洋艺术学院和国立教育学院等。1995年，韩少芙获颁“新加坡文化奖”。1997年，她成为全职雕塑家。2001年，韩少芙成为“新加坡雕塑协会”主席，卸任后至今她仍是该协会荣誉主席。
在新加坡有不少地方所可见到韩少芙的雕塑作品，比如：滨海艺术中心的“种子”、樟宜国际机场的“花卉”、国防科技学院的“脑海”、国家博物馆的“四维”等等。